# M 3800
M 3800 (1928 umbenannt in Fuchs, 1940 in M 530 und 1943 in M 3800) war ein im Ersten Weltkrieg als M 130 für die Kaiserliche Marine gebautes, aber erst nach Ende des Krieges fertiggestelltes und eingesetztes Minensuchboot. Jahrzehntelang stand es im Dienst der Reichsmarine – die das Boot 1928 in Fuchs umbenannte –, der Kriegsmarine – die dem Boot die Bezeichnung M 530 sowie M 3800 gab –, des Deutschen Minenräumdienstes und der sowjetischen Marine, die es als Minoga führte.

## Bau und Technische Daten
Das Boot wurde 1918 auf der Reiherstiegwerft in Hamburg gebaut. Die Boote des Typs Minensuchboot 1916 waren 59,30 m lang und 7,30 m breit, hatten 2,15 m Tiefgang und verdrängten maximal 550 t. Sie waren mit zwei 8,8-cm-Geschützen L/30 bewaffnet. Zwei Verbunddampfmaschinen mit dreifacher Dampfdehnung und zusammen bis zu 1.850 PS verliehen ihnen eine Höchstgeschwindigkeit von 16,0 Knoten. Die Boote hatten bei 14 Knoten Marschgeschwindigkeit einen Aktionsradius von 2.000 Seemeilen.

## Reichsmarine
M 130 wurde erst nach Kriegsende, am 13. Februar 1919, in Dienst gestellt und zunächst bei der Beseitigung von im Krieg gelegten Seeminen eingesetzt. Im Jahre 1928 ließ die Reichsmarine das Schiff zum Artillerietender und Flak-Artillerieschulboot umbauen. Am 12. Mai 1928 übernahm das am selben Tage auf den Namen Fuchs umgetaufte Boot die Aufgaben des gleichzeitig außer Dienst gestellten alten Tenders Fuchs bei der Schiffsartillerieschule der Reichsmarine: Schleppen von Seezielscheiben, Sicherung des Schießgebiets, Versorgung der schießenden Schiffe und Schulung von Marinepersonal an Schiffsflak.

## Kriegsmarine
Am 1. Oktober 1940 umbenannt in M 530 wurde das Boot für den Rest des Zweiten Weltkrieges im Minensuch- und Sicherungsdienst eingesetzt. Es erhielt im Juni 1944 die neue Nummer M 3800 und wurde Führerboot der 38. Minensuchflottille. Am 15. Januar 1945 erhielt das Boot in Memel einen Bombentreffer. In den letzten Kriegsmonaten war es am „Unternehmen Hannibal“ beteiligt, der Evakuierung deutscher Flüchtlinge und Truppen aus Ostpreußen.

## Verbleib
Nach Kriegsende wurde das Schiff am 27. Juli 1945 dem Deutschen Minenräumdienst zugeteilt, aber schon wenige Monate später, am 17. November 1945, gemeinsam mit M 3600 (ex-M 508, ex-Delphin, ex-M 108) an die Sowjetunion ausgeliefert. Die Sowjetische Marine stellte es unter dem Namen Minoga (Минога) (Nr. 841) in Dienst. Wie lange und in welchen Funktionen das Boot dort noch diente, ist nicht bekannt.